# Pleuroprucha placidaria
Pleuroprucha placidaria är en fjärilsart som beskrevs av Achille Guenée 1858. Pleuroprucha placidaria ingår i släktet Pleuroprucha och familjen mätare. Inga underarter finns listade i Catalogue of Life.